# Zászlós tündérsügér
A zászlós tündérsügér (Pseudanthias squamipinnis) a sugarasúszójú halak (Actinopterygii) osztályának sügéralakúak (Perciformes) rendjébe, ezen belül a fűrészfogú sügérfélék (Serranidae) családjába tartozó faj.

## Megjelenése
A hím hossza 15 cm, a nőstényé 7 centiméter. A nemek nemcsak méretben, de színben is különböznek egymástól (nemi dimorfizmus). 
|  |